# Huta Maurycy w Makowie Podhalańskim
Huta „Maurycy” (zwana również Hamernią) – huta żelaza działająca w latach ok. 1845–ok. 1870 w Makowie (obecnie Maków Podhalański), której pozostałości zabudowań od 1987 r. znajdują się w rejestrze zabytków. Położona była na południowych stokach Makowskiej Góry, między współczesnymi ulicami Sienkiewicza i Moniuszki. 
Powstała w latach 1844–1845, kiedy właścicielem dóbr makowskich był hrabia Filip Ludwik de Saint Genois. Wybudowano wówczas wielki piec, dwa piece fryszerskie z dwoma młotami oraz walcownię. Później dobudowano drugi wielki piec i cztery piece fryszerskie. Surowca do produkcji dostarczały kopalnie niskoprocentowej rudy darniowej w Beskidach (okolice Targoszowa, Krzeszowa, Sułkowic, Lanckorony, Kalwarii i Tłuczani), a także z Jaworzna. Półprodukty do makowskiej huty trafiały również z jej filii w Zawoi. Działalność zakładu w Makowie, a także funkcjonującej w podobnym okresie huty w Suchej, przyczyniła się do przetrzebienia drzewostanu w okolicznych lasach.
Po kilkudziesięciu latach działalności produkcja hutnicza stała się jednak nieopłacalna, głównie ze względu na niską jakość surowca i wysokie koszty transportu. Huta zakończyła działalność w 1863 r. lub około 1870 r..

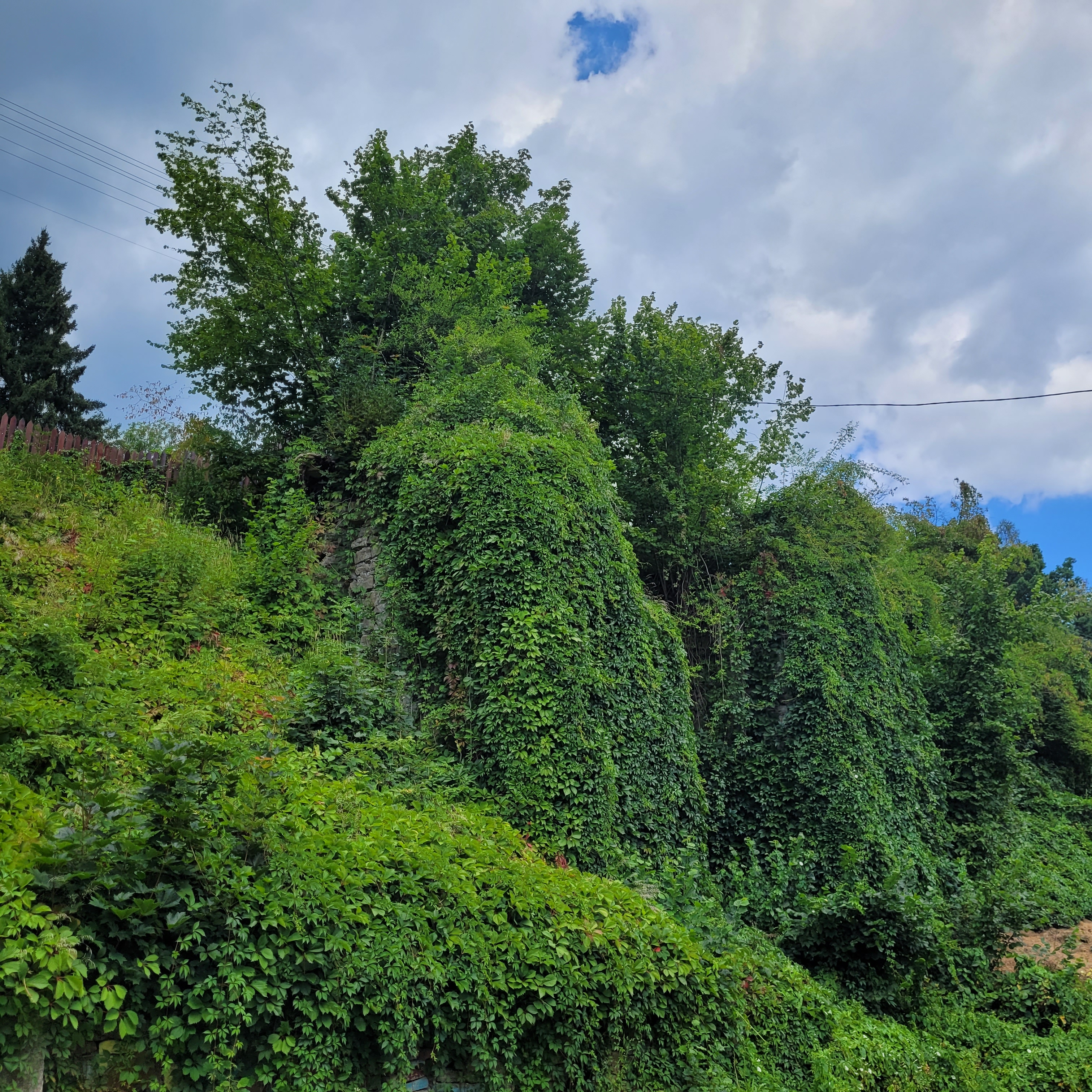
Porośnięte ruiny huty Maurycy, sierpień 2022

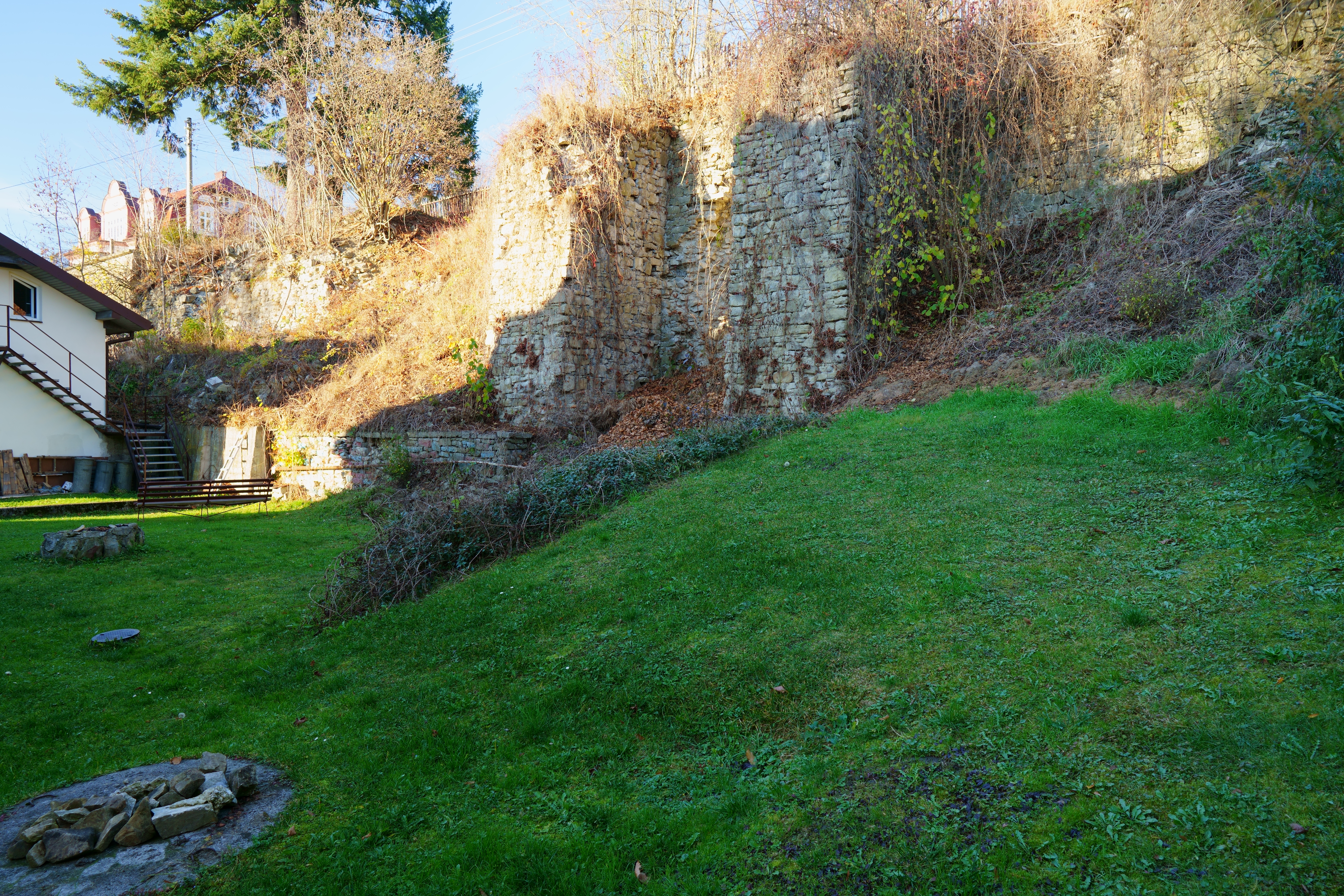
Mur oporowy, wrzesień 2022

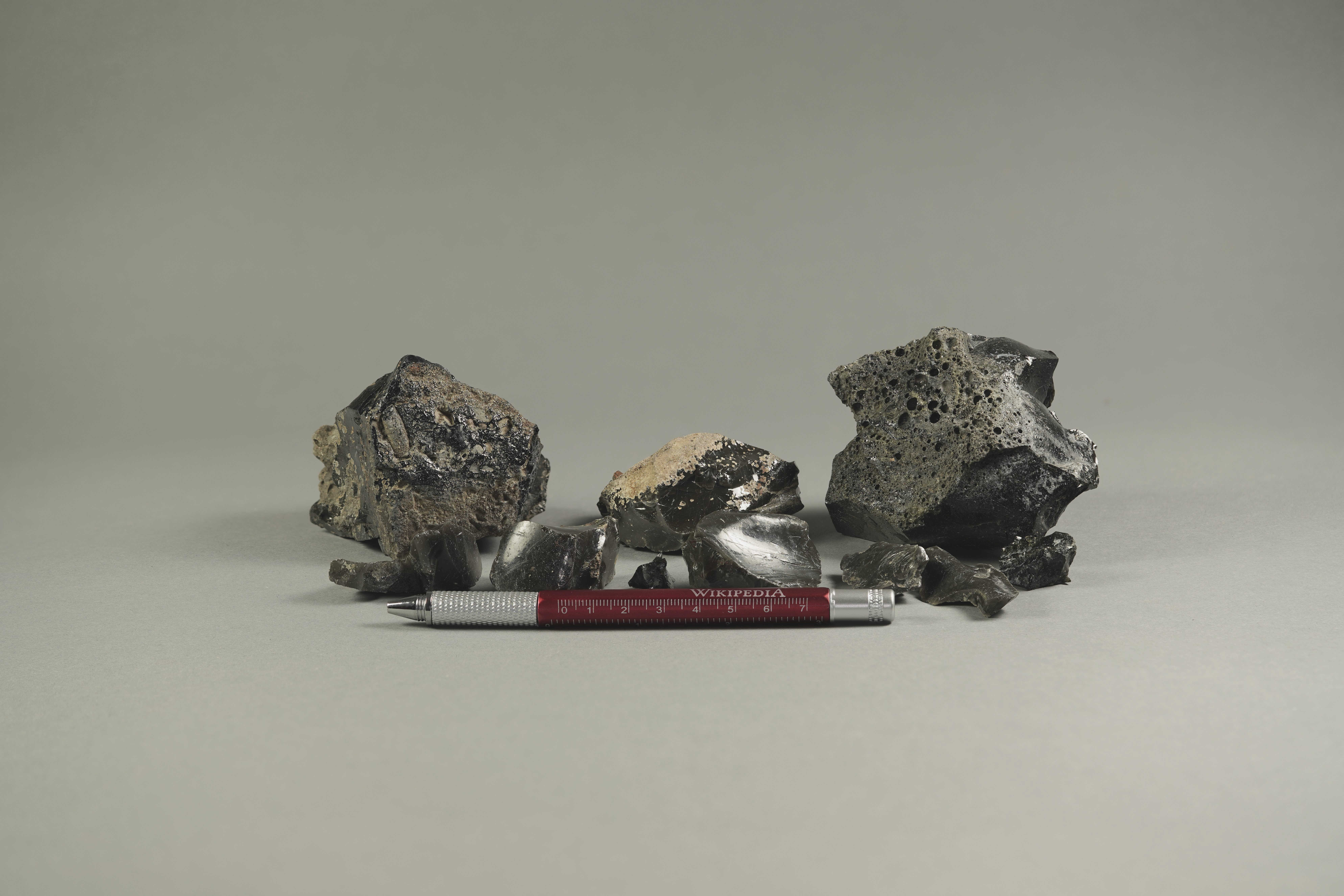
Żużel odnaleziony podczas przebudowy ulicy w okolicach dawnej huty Maurycy

Ruiny huty „Maurycy” wraz z murem oporowym zostały wpisane w 1987 r. do rejestru zabytków. Stan zachowania ruin jest szczątkowy. Do czasów współczesnych zachowało się około 80 metrów muru oporowego z sześcioma masywnymi przyporami, który został częściowo zniszczony w czasie powodzi w lipcu 2001 r. Zachowane są fundamenty wielkiego pieca. Fundamenty budynku huty są prawdopodobnie przykryte warstwą ziemi. Ruiny huty są widoczne z terenu internatu Specjalnego Ośrodka Szkolno-Wychowawczego przy ul. Moniuszki. W 2021 r. planowano udostępnienie zabytku za pomocą specjalnej ścieżki.